# دومینیک مارکا
دومینیک مارکا (فرانسوی: Dominique Marcas‎؛ زادهٔ ۸ اوت ۱۹۲۰) بازیگر اهل فرانسه است.
از فیلم‌ها یا برنامه‌های تلویزیونی که وی در آنها نقش داشته‌است می‌توان به پیام‌آور: داستان ژان دارک، گوژپشت نتردام، زیبایی‌های شب، عدالت اجرا شد و زندگی کولی‌وار اشاره کرد.